# Produtos castanhos
Um produto castanho, ou produto da linha marrom, é uma designação internacional corrente (em inglês: brown product) que designa aparelhos electrónicos de uso doméstico, para informação ou entretenimento. Esta categorização inclui televisores, gravadores de vídeo, video-câmeras, todos os produtos de áudio (incluindo leitores de CD).
A origem do nome vem das caixas com que estes produtos costumavam vir embalados no passado, nomeadamente em caixas castanhas de madeira, baquelite ou plástico em cor de madeira.
Os equipamentos eletrônicos domésticos são classificados em: linha branca (eletrônicos de médio e grande porte), linha marrom (eletrônicos de uso na sala), linha azul (eletroportáteis), Linha verde (resíduos de informática).